# Lavoûte-sur-Loire
Lavoûte-sur-Loire é uma comuna francesa na região administrativa de Auvérnia-Ródano-Alpes, no departamento de Alto Loire. Estende-se por uma área de 10,1 km². Em 2010 a comuna tinha 853 habitantes (densidade: 84,5 hab./km²).